# 夢 (フランツ・マルク)
夢（ゆめ ドイツ語: Der Traum）は、ドイツの画家フランツ・マルクの絵画である。1912年にバイエルン州ジンデルスドルフで制作された。この横長の判型の油絵は、1頭のライオン、1軒の家屋、4頭のウマも描かれた風景の中で、胡坐をかいた裸婦像を表している。首を傾げていることから、中央の人物は微睡んでいるはずであり、残りの構図は女性の夢をさらけ出している。
マルクは本作と引き換えにしてカンディンスキーから『即興Ⅻまたは騎士』を手に入れた。その後本作はスペインのマドリード・ティッセン＝ボルネミッサ美術館に所蔵された。

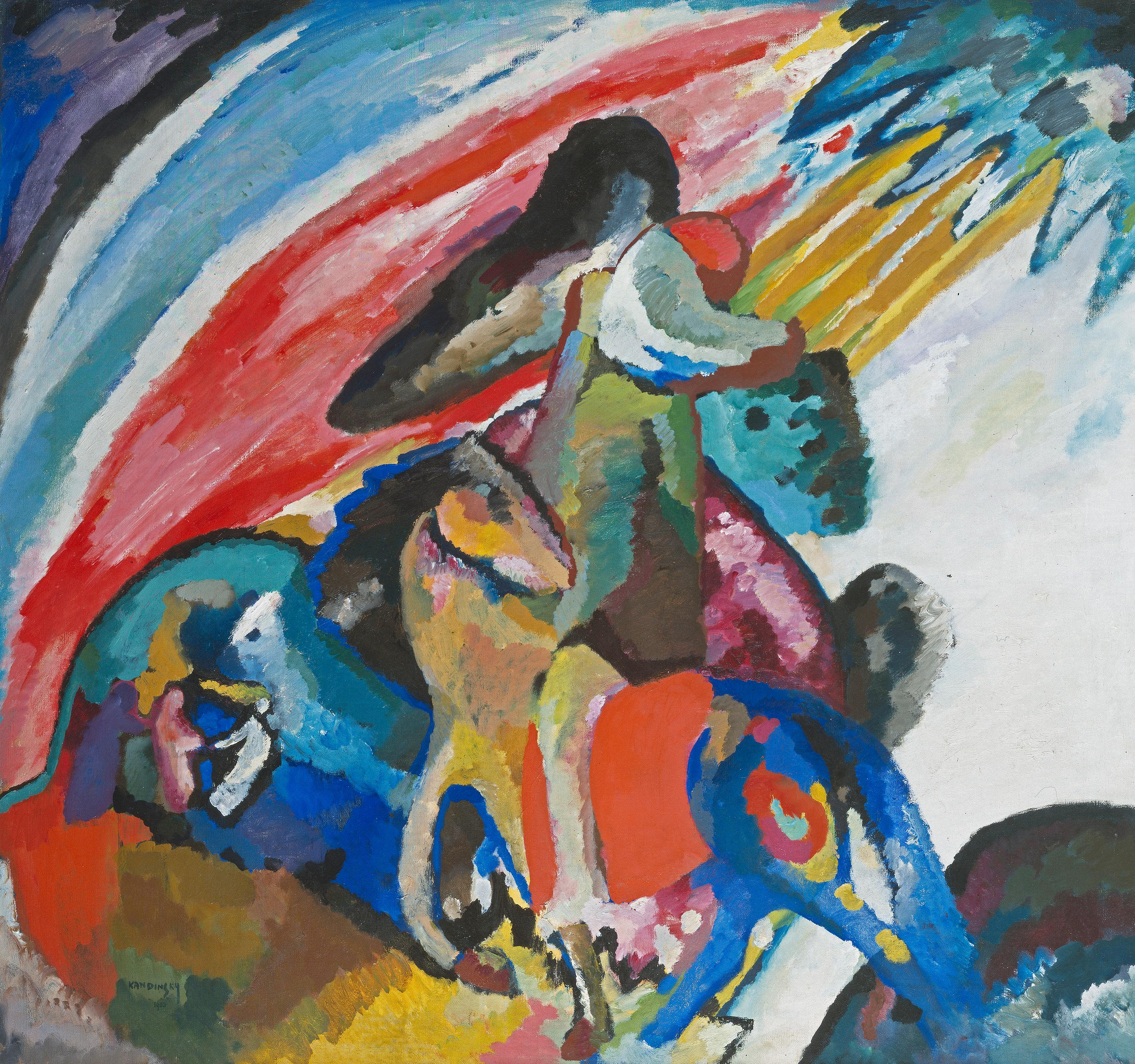
カンディンスキー 『即興Ⅻ』, 1910年 – ミュンヘン・ピナコテーク・デア・モデルネ蔵